# جمبر، اندونزی
جمبر (اندونزیایی: Jember) شهری در استان جاوه شرقی کشور اندونزی است. جمعیت این شهر بر اساس سرشماری سال ۱۹۹۰ میلادی، ۲۱۸٫۵۲۹ نفر و بر اساس سرشماری سال ۲۰۰۰ میلادی، ۲۷۱٫۴۹۴ بوده که در سال ۲۰۰۷ میلادی به ۳۰۹٫۶۷۶ نفر افزایش یافته‌است.